# 27-й стрілецький корпус (СРСР)
27-й стрілецький корпус (27-й ск) — військове формування Збройних сил СРСР до та під час Другої світової війни відоме невдалими боями у серпні 1941 року, унаслідок яких німецька 6-та армія захопила важливий плацдарм на лівому березі Дніпра, розірвавши стик між радянськими 5-ю та 37-ю арміями.

## 1-ше формування
На 22 червня 1941 року 27-й стрілецький корпус було підпорядковано 5-й армії Київської військової округи (КВО). 5-та армія мала завдання прикривати відтинок державного кордону Володава — Кристинопіль.
Окрім управління корпусу його штабу безпосередньо підпорядковувались 288-й окремий батальйон зв'язку, 239-й окремий саперний батальйон, 96-та польова каса Держбанку та 94-та польова поштова станція. Бойові частини корпусу складалися з 87-ї, 124-ї й 135-ї стрілецьких дивізій. Остання знаходилася у резерві командувача корпусу. Чисельність особового складу у цих трьох дивізіях сягала 9—10 тисяч червоноармійців та командирів. Стрілецької зброї та артилерії 27-му корпусу в цілому вистачало, але майже не було засобів ППО.
У перший день війни 87-та та 124-та дивізії корпусу опинилися на напрямі головного удару німецької Групи армій «Південь». Проти цих двох з'єднань супротивник зосередив шість своїх піхотних дивізій: 298-му, 44-ту, 168-му, 299-ту, 111-ту, 75-ту, 57-му.
Близько 11—13 години 22 червня стрілецькі частини корпусу рухалися маршовими колонами у напрямі границі, від якої їх розділяло близько 10—15 кілометрів. У ці ж години стався перший бойовий контакт із супротивником. Оскільки радянська піхота знаходилася на марші у неготовому до бою стані, маючи відкриті фланги, то німцям вдалося частково розсіяти та відкинути далі на схід частини 27-го корпусу генерала Артеменко. На вечір 22 червня радянська сторона втратила на даному відтинку фронту Володимир-Волинський та Устилуг. Резервна 135-та дивізія мала свій перший та також невдалий бій з ворогом наступного дня.
У такій складній ситуації 27 корпус Артеменко брав участь у танковій битві під Дубно, яка закінчилася 29 червня 1941 року повною поразкою радянських військ. При цьому 124-та дивізія потрапила в оточення та була розгромлена.
У період 1—15 липня війська 27-го корпусу діяли під Житомиром та Новоград-Волинським. Наприклад, штаб 87-ї стрілецької дивізії координував оборону Новоград-Волинського укріпрайону. 8 липня 27 корпус виходить з підпорядкування 5-й армії, відтепер він безпосередньо знаходився під керуванням штабу Південно-Західного фронту. На 15 липня стрілецькі частини корпусу були майже знищені. 87-ма дивізія, діючи під Коростишевом, мала лише у своєму складі 2614 військовослужбовців, 2 танки, 10 гармат. 135-та дивізія — 3335 військовослужбовців та 56 гармат. У середині липня особовий склад військ генерала Артеменко поповнили. Під командування штабу корпусу надано два нових з'єднання: 28-ма гірськострілецька дивізія та 171-ша стрілецька дивізія. У такому складі корпус вів бої на фронті Радомишль — Макарів проти моторизованої дивізії «Вікінг», 14-тої танкової дивізії та 25-тої моторизованої дивізії.
У першій половині серпня 1941 року 27 ск у складі 87-ї, 171-ї та 28-ї гірської дивізій вів бої у районі Кухари — Бородянка проти 296-ї та 111-ї піхотних дивізій німців. У ті дні у радянського командування Південно-Західного фронту назріла необхідність відступити на лівий берег Дніпра, адже на півночі ворог прорвав фронт у районі міста Гомель та наступав великими силами на Лівобережжі на Чернігів та Київ. Оскільки тоді 27 стрілецький корпус знаходився під безпосереднім командуванням штабу фронту, то командування фронту — вочевидь для кращого контролю за маневром під час відходу за Дніпро — підпорядкувало корпус штабу 37-ї армії генерал-майора А. А. Власова. Це сталося 21 серпня 1941 року. У наступні два дні війська 5-ї армії та 27-го корпусу швидко відступали за Дніпро, залишивши відтинок фронту Чорнобиль — Ворзель. 28-ма гірськострілецька дивізія була передана у склад Київського укріпрайону. Але радянська сторона все ж не змогла повністю організувати та провести без помилок дану операцію.
Ввечері 23 серпня 1941 року передові загони німецької 111-ї піхотної дивізії, посилені самохідними установками StuG III, розбили погано організовані частини 27-го стрілецького корпусу 37-ї армії Південно-Західного фронту, що відступали за наказом, захопили міст через Дніпро біля села Окунінове та облаштували плацдарм на лівому березі Дніпра. Таким чином було розірвано стик між радянськими 5-ю та 37-ю арміями, а кораблі Пінської військової флотилії (ПВФ), що діяли північніше, були відрізані від Києва, де знаходився штаб та ремонтно-постачальні бази ПВФ.
26 серпня надано наказ розформувати 27-й стрілецький корпус. З його управління сформували управління 40-ї армії, яку щойно почали утворювати. Бойові частини (87-ма та 171-ша дивізії) та сам командувач корпусом, генерал-майор Артеменко, залишалися на фронті біля містечка Остер, у вересні відступали у напрямку Бровари — Київ, опинилися разом з іншими військовослужбовцями 37-ї армії у Баришівському котлі. Там Артеменко потрапив у полон.

## 2-ге формування
За поки що невідомих обставин (документально не підтверджених) корпус не мав складу 2-го формування, у 1943 році він пройшов 3-тє формування.

## 3-тє формування
У період 28.06.1943 - 03.02.1944 він підпорядковувався штабу 65 армії. На цьому етапі корпус брав участь у битві на Курській дузі, у Чернігівсько-Прип'ятській операції, що була частиною масштабної битви за Дніпро.  А у період 12.02.1944 — 11.05.1945 27 ск підпорядковувався штабу 13-ї армії, у складі якої його залучали до бойових операцій у Поліссі, у Львівсько-Сандомирській операції у боях за Берлін та Прагу.
Склад корпусу протягом 1943—1945 років:
| Період                  | Піхота Кавалерія |
| ----------------------- | ---------------- |
| 08.09.1943 - 22.09.1943 | 48 гсд           |
| 13.09.1943 - 20.09.1943 | 148 сд           |
| 06.10.1943 - 03.02.1944 | 106 сд           |
| 22.10.1943 - 04.11.1943 | 246 сд           |
| 22.10.1943 - 23.01.1944 | 354 сд           |
| 05.11.1943 - 03.02.1944 | 60 сд            |
| 21.01.1944 - 02.02.1944 | 218 сд           |
| 04.02.1944 - 11.02.1944 | 162 сд           |
| 12.02.1944 - 15.03.1944 | 172 сд           |
| 17.02.1944 - 09.05.1945 | 60 сд            |
| 05.11.1943 - 03.02.1944 | 6 гсд            |
| 13.04.1944 - 11.05.1945 | 350 сд           |
| 06.07.1944 - 15.08.1944 | 121 гсд          |
| 13.08.1944 - 06.11.1944 | 309 сд           |
| 22.10.1944 - 29.03.1945 | 303 гсд          |
| 30.10.1944 - 07.11.1944 | 181 гсд          |